# Ša'alvim
Ša'alvim (hebrejsky שַׁעַלְבִים, v oficiálním přepisu do angličtiny Sha'alvim) je vesnice typu kibuc v Izraeli, v Centrálním distriktu, v Oblastní radě Gezer.

## Geografie
Leží v nadmořské výšce 192 metrů na pomezí hustě osídlené a zemědělsky intenzivně využívané pobřežní nížiny a regionu Šefela, na dotyku mezi územím Izraele v mezinárodně uznávaných hranicích a územím nikoho, které do roku 1967 oddělovalo Izrael a Západní břeh Jordánu v prostoru Latrunu. Jižně od vesnice protéká Nachal Ajalon.
Obec se nachází 28 kilometrů od břehu Středozemního moře, cca 30 kilometrů jihovýchodně od centra Tel Avivu a cca 25 kilometrů severozápadně od historického jádra Jeruzalému. Ša'alvim obývají Židé, přičemž osídlení v tomto regionu je etnicky převážně židovské.
Ša'alvim je na dopravní síť napojen pomocí místní komunikace, jež vede do sousední vesnice Mišmar Ajalon. Další místní komunikace napojuje obec na nedaleké město Modi'in-Makabim-Re'ut. Jižně od kibucu probíhá dálnice číslo 1 spojující Tel Aviv a Jeruzalém. V 1. a 2. dekádě 21. století byla poblíž vesnice vedena trasa nové vysokorychlostní železniční tratě Tel Aviv – Jeruzalém, s inženýrsky složitým mostem přes Ajalonské údolí, který je s délkou 1,2 km nejdelší mostní stavbou v Izraeli.

## Dějiny
Ša'alvim byl založen v roce 1951 v prostoru vysídlené arabské vesnice Salbit, jež tu stávala až do války za nezávislost roku 1948. Stávala v ní mešita a chlapecká základní škola založená roku 1947. Roku 1931 měl Salbit 406 obyvatel a 71 domů. Do místní populace byli započítáni i obyvatelé osady Bajt Šana ležící v pahorcích cca 1 kilometr severně odtud. V červnu 1948 byla tato oblast ovládnuta židovskými silami a arabské osídlení zde skončilo. Zástavba vesnice pak byla zcela zbořena.
Zakladateli kibucu Ša'alvim byla skupina izraelských členů náboženského hnutí Ezra a několik židovských imigrantů. Šlo zpočátku o polovojenskou osadu typu Nachal, která byla součástí pásu židovských vesnic zřizovaných v pohraničních nebo odlehlých oblastech státu. Až do roku 1967 byl kibuc vystaven opakovaným bezpečnostním hrozbám kvůli poloze přímo na hranici nárazníkového pásma oddělujícího teritorium pod kontrolou Izraele a Jordánska. V roce 1961 zde byla otevřena ješiva a od té doby se kibuc stal významným centrem židovského náboženského vzdělávání.
Místní ekonomika je založena na zemědělství (polní plodiny a vinná réva, chov dobytka a drůbeže).

## Demografie
Podle údajů z roku 2014 tvořili naprostou většinu obyvatel v Ša'alvim Židé (včetně statistické kategorie "ostatní", která zahrnuje nearabské obyvatele židovského původu ale bez formální příslušnosti k židovskému náboženství).
Jde o menší obec vesnického typu s dlouhodobě rostoucí populací. K 31. prosinci 2014 zde žilo 1697 lidí. Během roku 2014 populace stoupla o 8,4 %.
| Rok            | 1961 | 1972 | 1983 | 1995 | 2001 | 2003 | 2004 | 2005 | 2006 | 2007 | 2008 | 2009 | 2010 | 2011 | 2012 | 2013 | 2014 |
| -------------- | ---- | ---- | ---- | ---- | ---- | ---- | ---- | ---- | ---- | ---- | ---- | ---- | ---- | ---- | ---- | ---- | ---- |
| Počet obyvatel | 94   | 248  | 760  | 1844 | 1280 | 1244 | 1232 | 1258 | 1263 | 1251 | 1224 | 1057 | 1002 | 1176 | 1273 | 1566 | 1697 |